# Camioneros de Coslada
I Camioneros de Coslada sono la squadra di football americano di Coslada, in Spagna.

## Storia
Fondati negli anni '90 del XX secolo, hanno vinto due titoli madrileni.

## Dettaglio stagioni

### Tornei nazionali

#### Campionato

##### LNFA/Serie A
| Stagione | regular season | regular season | regular season | regular season | regular season | regular season | playoff | playoff | playoff | playoff | playoff | playoff          | playoff                |
|          | Vin            | Par            | Per            | Tot            | PF             | PS             | Vin     | Per     | Tot     | PF      | PS      | risultato        | avversaria             |
| -------- | -------------- | -------------- | -------------- | -------------- | -------------- | -------------- | ------- | ------- | ------- | ------- | ------- | ---------------- | ---------------------- |
| 1995     | 4              | 0              | 5              | 9              | ?              | ?              | 0       | 1       | 1       | 6       | 12      | Wild Card        | Badalona Drags         |
| 1996     | 7              | 0              | 4              | 11             | ?              | ?              | 0       | 1       | 1       | 0       | 43      | Quarti di finale | Barcelona Bóxers       |
| 1997     | ?              | ?              | ?              | ?              | ?              | ?              | 2       | 1       | 3       | 51      | 65      | Semifinale       | Vilafranca Eagles      |
| 2009     | 1              | 0              | 8              | 9              | 130            | 282            | -       | -       | -       | -       | -       | -                | -                      |
| 2010     | 3              | 0              | 5              | 8              | 95             | 195            | -       | -       | -       | -       | -       | -                | -                      |
| 2011     | 4              | 1              | 3              | 8              | 116            | 110            | -       | -       | -       | -       | -       | -                | -                      |
| 2018     | 6              | 0              | 1              | 7              | 261            | 39             | 1       | 1       | 2       | 54      | 22      | Quarti di finale | Las Rozas Black Demons |
| 2019     | 7              | 0              | 1              | 8              | 238            | 66             | 1       | 1       | 2       | 34      | 46      | Semifinale       | Las Rozas Black Demons |
| 2020     | 0              | 0              | 5              | 5              | 38             | 141            | -       | -       | -       | -       | -       | -                | -                      |
| Totale   | 32+?           | 1+?            | 32+?           | 78+?           | 878+?          | 833+?          | 4       | 5       | 9       | 145     | 188     |                  |                        |

Fonti: Enciclopedia del Football - A cura di Roberto Mezzetti

##### LNFA2/Conferencias/Serie B
| Stagione | regular season | regular season | regular season | regular season | regular season | regular season | playoff | playoff | playoff | playoff | playoff | playoff          | playoff                              |
|          | Vin            | Par            | Per            | Tot            | PF             | PS             | Vin     | Per     | Tot     | PF      | PS      | risultato        | avversaria                           |
| -------- | -------------- | -------------- | -------------- | -------------- | -------------- | -------------- | ------- | ------- | ------- | ------- | ------- | ---------------- | ------------------------------------ |
| 2008     | 5              | 0              | 1              | 6              | 211            | 80             | 1       | 1       | 2       | 44      | 62      | Semifinale       | Valencia Giants                      |
| 2012     | 2              | 0              | 6              | 8              | 43             | 152            | -       | -       | -       | -       | -       | -                | -                                    |
| 2013     | 4              | 0              | 4              | 8              | 165            | 233            | 0       | 1       | 1       | 0       | 28      | Quarti di finale | Barberá Rookies                      |
| 2014     | 6              | 0              | 2              | 8              | 75             | 149            | 0       | 1       | 1       | 26      | 31      | Quarti di finale | Murcia Cobras                        |
| 2015     | 3              | 0              | 5              | 8              | 104            | 121            | -       | -       | -       | -       | -       | -                | -                                    |
| 2022     | 2              | 0              | 0              | 2              | 70             | 7              | 0       | 1       | 1       | 25      | 28      | Quarti di finale | Mercenarios de Villamayor de Gállego |
| Totale   | 22             | 0              | 18             | 40             | 668            | 742            | 1       | 4       | 5       | 95      | 149     |                  |                                      |

Fonti: Enciclopedia del Football - A cura di Roberto Mezzetti

##### LNFA Femenina 7×7
| Stagione | regular season | regular season | regular season | regular season | regular season | regular season | playoff | playoff | playoff | playoff | playoff | playoff   | playoff    |
|          | Vin            | Par            | Per            | Tot            | PF             | PS             | Vin     | Per     | Tot     | PF      | PS      | risultato | avversaria |
| -------- | -------------- | -------------- | -------------- | -------------- | -------------- | -------------- | ------- | ------- | ------- | ------- | ------- | --------- | ---------- |
| 2021     | 0              | 0              | 6              | 6              | 72             | 281            | -       | -       | -       | -       | -       | -         | -          |
| Totale   | 0              | 0              | 6              | 6              | 72             | 281            | -       | -       | -       | -       | -       |           |            |

Fonti: Enciclopedia del Football - A cura di Roberto Mezzetti

##### Serie C
| Stagione | regular season | regular season | regular season | regular season | regular season | regular season | playoff | playoff | playoff | playoff | playoff | playoff   | playoff                |
|          | Vin            | Par            | Per            | Tot            | PF             | PS             | Vin     | Per     | Tot     | PF      | PS      | risultato | avversaria             |
| -------- | -------------- | -------------- | -------------- | -------------- | -------------- | -------------- | ------- | ------- | ------- | ------- | ------- | --------- | ---------------------- |
| 2016     | -              | -              | -              | -              | -              | -              | 0       | 1       | 1       | 8       | 20      | Wild Card | Las Rozas Black Demons |
| 2017     | -              | -              | -              | -              | -              | -              | 2       | 0       | 2       | 78      | 0       | Campioni  | Alicante Sharks        |
| Totale   | -              | -              | -              | -              | -              | -              | 2       | 1       | 3       | 86      | 20      |           |                        |

Fonti: Enciclopedia del Football - A cura di Roberto Mezzetti

#### Coppa
| Stagione | regular season | regular season | regular season | regular season | regular season | regular season | playoff | playoff | playoff | playoff | playoff | playoff    | playoff                |
|          | Vin            | Par            | Per            | Tot            | PF             | PS             | Vin     | Per     | Tot     | PF      | PS      | risultato  | avversaria             |
| -------- | -------------- | -------------- | -------------- | -------------- | -------------- | -------------- | ------- | ------- | ------- | ------- | ------- | ---------- | ---------------------- |
| 2017     | -              | -              | -              | -              | -              | -              | 0       | 1       | 1       | 0       | 13      | Semifinale | Las Rozas Black Demons |
| 2018     | -              | -              | -              | -              | -              | -              | 0       | 1       | 1       | 7       | 21      | Semifinale | Las Rozas Black Demons |
| 2019     | -              | -              | -              | -              | -              | -              | 1       | 1       | 2       | 50      | 39      | Semifinale | Las Rozas Black Demons |
| Totale   | -              | -              | -              | -              | -              | -              | 1       | 3       | 4       | 57      | 73      |            |                        |

Fonti: Enciclopedia del Football - A cura di Roberto Mezzetti

### Tornei locali

#### Campionato madrileno a 11
| Stagione | regular season | regular season | regular season | regular season | regular season | regular season | playoff | playoff | playoff | playoff | playoff | playoff   | playoff                |
|          | Vin            | Par            | Per            | Tot            | PF             | PS             | Vin     | Per     | Tot     | PF      | PS      | risultato | avversaria             |
| -------- | -------------- | -------------- | -------------- | -------------- | -------------- | -------------- | ------- | ------- | ------- | ------- | ------- | --------- | ---------------------- |
| 2015     | 1              | 0              | 2              | 3              | 59             | 41             | -       | -       | -       | -       | -       | -         | -                      |
| 2016     | 2              | 0              | 0              | 2              | 49             | 17             | 1       | 0       | 1       | 22      | 8       | Campioni  | Las Rozas Black Demons |
| 2018     | 2              | 0              | 0              | 2              | 84             | 7              | 1       | 0       | 1       | 51      | 0       | Campioni  | Tres Cantos Jabatos    |
| 2022     | 4              | 0              | 2              | 6              | 140            | 42             | -       | -       | -       | -       | -       | -         | -                      |
| Totale   | 9              | 0              | 4              | 13             | 332            | 107            | 2       | 0       | 2       | 73      | 8       |           |                        |

Fonti: Enciclopedia del Football - A cura di Roberto Mezzetti

#### Campionato madrileno a 9
| Stagione | regular season | regular season | regular season | regular season | regular season | regular season | playoff | playoff | playoff | playoff | playoff | playoff     | playoff            |
|          | Vin            | Par            | Per            | Tot            | PF             | PS             | Vin     | Per     | Tot     | PF      | PS      | risultato   | avversaria         |
| -------- | -------------- | -------------- | -------------- | -------------- | -------------- | -------------- | ------- | ------- | ------- | ------- | ------- | ----------- | ------------------ |
| 2014     | 3              | 0              | 0              | 3              | 65             | 0              | -       | -       | -       | -       | -       | Terzo posto | -                  |
| 2016     | 7              | 0              | 0              | 7              | 299            | 21             | -       | -       | -       | -       | -       | Campioni    | -                  |
| 2017     | 7              | 0              | 0              | 7              | 283            | 34             | -       | -       | -       | -       | -       | Campioni    | -                  |
| 2021     | 7              | 0              | 0              | 7              | 296            | 25             | 2       | 0       | 2       | 36      | 31      | Campioni    | Alcorcón Smilodons |
| Totale   | 24             | 0              | 0              | 24             | 963            | 80             | 2       | 0       | 2       | 36      | 31      |             |                    |

Fonti: Enciclopedia del Football - A cura di Roberto Mezzetti

#### Campionato madrileno a 7
| Stagione | regular season | regular season | regular season | regular season | regular season | regular season | playoff | playoff | playoff | playoff | playoff | playoff   | playoff    |
|          | Vin            | Par            | Per            | Tot            | PF             | PS             | Vin     | Per     | Tot     | PF      | PS      | risultato | avversaria |
| -------- | -------------- | -------------- | -------------- | -------------- | -------------- | -------------- | ------- | ------- | ------- | ------- | ------- | --------- | ---------- |
| 2002     | 2              | 0              | 6              | 8              | 243            | 268            | -       | -       | -       | -       | -       | -         | -          |
| 2013     | 2              | 0              | 0              | 2              | 76             | 38             | -       | -       | -       | -       | -       | Campioni  | -          |
| Totale   | 4              | 0              | 6              | 10             | 319            | 306            | -       | -       | -       | -       | -       |           |            |

Fonti: Enciclopedia del Football - A cura di Roberto Mezzetti

#### Campionato madrileno femminile
| Stagione | regular season | regular season | regular season | regular season | regular season | regular season | playoff | playoff | playoff | playoff | playoff | playoff   | playoff                |
|          | Vin            | Par            | Per            | Tot            | PF             | PS             | Vin     | Per     | Tot     | PF      | PS      | risultato | avversaria             |
| -------- | -------------- | -------------- | -------------- | -------------- | -------------- | -------------- | ------- | ------- | ------- | ------- | ------- | --------- | ---------------------- |
| 2012     | -              | -              | -              | -              | -              | -              | 1       | 0       | 1       | 6       | 19      | Finale    | Las Rozas Black Demons |
| Totale   | -              | -              | -              | -              | -              | -              | 1       | 0       | 1       | 6       | 19      |           |                        |

Fonti: Enciclopedia del Football - A cura di Roberto Mezzetti

### Riepilogo fasi finali disputate
| Anno             | Luogo               | Evento         | Fase del torneo  | Incontro                                                     | Risultato |
| 22 aprile 2012   | Coslada             | LMFA Femenina  | Finale           | Camioneros de Coslada - Las Rozas Black Demons               | 6 - 19    |
| 29 aprile 2016   | Las Rozas de Madrid | LNFA Serie C   | Wild Card        | Las Rozas Black Demons - Camioneros de Coslada               | 20 - 8    |
| 18 dicembre 2016 | Coslada             | LMFA11         | Finale           | Camioneros de Coslada - Las Rozas Black Demons               | 22 - 8    |
| 21 maggio 2017   |                     | LNFA Serie C   | Finale           | Camioneros de Coslada - Alicante Sharks                      | 40 - 0    |
| 12 novembre 2017 | Coslada             | Copa de España | Semifinale       | Camioneros de Coslada - Las Rozas Black Demons               | 0 - 13    |
| 5 maggio 2018    | Las Rozas de Madrid | LNFA           | Quarti di finale | Las Rozas Black Demons - Camioneros de Coslada               | 22 - 12   |
| 1º dicembre 2018 | Las Rozas de Madrid | Copa de España | Semifinale       | Las Rozas Black Demons - Camioneros de Coslada               | 21 - 7    |
| 15 dicembre 2018 | Coslada             | LMFA11         | Finale           | Camioneros de Coslada - Tres Cantos Jabatos                  | 51 - 0    |
| 11 maggio 2019   |                     | LNFA           | Semifinale       | Camioneros de Coslada - Las Rozas Black Demons               | 13 - 33   |
| 24 novembre 2019 |                     | Copa de España | Semifinale       | Las Rozas Black Demons - Camioneros de Coslada               | 31 - 13   |
| 27 giugno 2021   | Alcorcón            | LMFA           | Finale           | Camioneros de Coslada - Alcorcón Smilodons                   | 20 - 19   |
| 1º maggio 2022   |                     | LNFA Serie B   | Quarti di finale | Camioneros de Coslada - Mercenarios de Villamayor de Gállego | 25 - 28   |

## Palmarès
- 2 Campionati spagnoli di flag football (2006, 2008)
- 1 LNFA C (2017)
- 1 Campionato madrileno a 11 (2017)
- 3 Campionati madrileni a 9 (2016, 2017, 2021)
- 1 Campionato madrileno a 7 (2013)